# Sadarsa longipennis
Lophoptera longipennis là một loài bướm đêm trong họ Noctuidae.

## Hình ảnh

- Tập tin:Pl.5-14-Lophoptera longipennis (Moore, 1882) (Sadarsa).JPG